# Объединение государственных книжно-журнальных издательств
«Объедине́ние госуда́рственных кни́жно-журна́льных изда́тельств» — советский государственный издательско-производственный комплекс. Основан в 1930 году в Москве. Ликвидирован в 1949 году.

## История
В постановлении ЦК ВКП(б) от 28.12.1928 «Об обслуживании книгой массового читателя» ЦК ещё обращался к трём главным ведомствам — Комитету по делам печати, Центроиздату, Госиздату и другим издательствам проработать вопрос о снижении себестоимости книг. Центроиздат был образован 13.06.1924, ликвидирован 15.08.1931.
Постановление СНК РСФСР от 02.01.1929 «О мероприятиях по рационализации работы книгоиздательств и упорядочению книгопроводящей сети».
В «Резолюции по докладу ГИЗ'а об объединении издательского дела» Политбюро ЦК ВКП(б) от 25.07.1930 утверждены основные положения об образовании издательского объединения на базе Госиздата путем объединения с крупными издательствами. Постановлением ЦК ВКП(б) от 30.07.1930 «О работе Госиздата РСФСР и об объединении издательского дела» было решено образовать объединение. В соответствии с ним принято Постановление Совета народных комиссаров РСФСР (СНК) от 08.08.1930 «Об образовании Объединения государственных книжно-журнальных издательств РСФСР (ОГИЗ) при Наркомпросе РСФСР». Соответственно первым названием с 1930 было «Объединение государственных книжно-журнальных издательств РСФСР (ОГИЗ) при Наркомпросе РСФСР» (при Наркомате просвещения РСФСР).
«Государственное издательство РСФСР» было объединено с 26 другими издательствами: «Земля и фабрика», «Московский рабочий», «Молодая гвардия», «Советская энциклопедия», «Работник просвещения», «Безбожник», издательствами Коммунистической академии, Коммунистического университета имени Я. М. Свердлова, Общества содействия обороне, авиационному и химическому строительству, НКВД и другими. На их основе в составе «Объединения государственных книжно-журнальных издательств» были образованы 16 отраслевых издательств, первые 13:
- «Государственное учебно-педагогическое издательство» («Учпедгиз»);
- «Государственное издательство социально-экономической литературы» («Соцэкгиз»);
- «Государственное издательство массово-политической литературы» (Масспартгиз»; до 1931 года, затем — с 1941 года);
- «Государственное издательство технико-теоретической литературы» («Гостехиздат»; до 1931 года);
- «Государственное издательство сельскохозяйственной литературы» («Сельколхозгиз»);
- «Государственное медицинское издательство» («Медиздат»);
- «Государственное издательство «Художественная литература»[8] («Гослитиздат», ГИХЛ[7]);
- «Государственное детско-юношеское издательство» («Детюниздат», «Юндетиздат»);
- «Государственное военное издательство» («Военгиз»);
- «Государственное музыкальное издательство» («Музгиз»);
- «Государственное издательство юридической литературы» («Юриздат»);
- «Государственное издательство изобразительного искусства» («Изогиз»);
- «Государственное словарно-энциклопедическое издательство «Советская энциклопедия».

В начале 1931 г. в ОГИЗ были созданы ещё 3 издательства:
- «Государственное транспортное издательство» («Гострансиздат»; с 1931 года);
- «Государственное кооперативное издательство» («Снабкоопгиз»; с 1931 года);
- «Физкультура и туризм» (с 1931 года).

Также в ОГИЗ входили 19 региональных отделений, например, «Восточное-Сибирское» и «Западно-Сибирское». 
Кроме издательств, в состав комплекса входили «Книготорговое объединение государственных издательств» (КОГИЗ), тресты «Полиграфкнига», «Полиграф» и «Полиграфстрой», Московский полиграфический институт, НИИ полиграфической и издательской промышленности. Вне комплекса, но под его руководством, оставались издательства «Academia», «Федерация», «Центральное издательство народов СССР», «Издательство Академии наук СССР» и некоторые другие.
Редакционно-издательский институт.  Библиографический институт
В функции «Объединения...» входили руководство, координация, планирование, финансирование и снабжение издательской деятельности в РСФСР, а также сбыт печатной продукции и подготовка кадров. 
Не все издательства были в непосредственном подчинении ОГИЗа, некоторые предприятия подчинялись местным управлениям.
В Ленинграде существовало отделение ОГИЗа «Леногиз», позднее ставшее «Ленокогиз».
Постановлением СНК РСФСР от 08.10.1930 в составе ОГИЗ создан «Центр книго-журнального распространения» (Книгоцентр). Постановлением СНК РСФСР от 22.12.1935 переименован в «Книготорговое объединение государственных издательств» («КОГИЗ»).
Также 08.10.1930 утверждены документы Постановлением СНК РСФСР от 08.10.1930 «Об утверждении устава Государственного объединения книжно-журнальных издательств РСФСР (ОГИЗ), Положения о Центре книго-журнального распространения (Книгоцентр) и типового положения о государственном издательстве, входящем в Объединение «ОГИЗ». С 08.10.1930 в ОГИЗ вошел трест «Полиграфкнига».
Постановленим СНК РСФСР от 27.06.1931 «Об организации в составе ОГИЗ типизированного издательства по вопросам физкультуры и туризма» в составе ОГИЗ создано обособленное от военного издательства типизированное издательство «Физкультура и спорт».
Рассмотрев результаты первого года работы ОГИЗ, ЦК ВКП(б) принял Постановление от 15.08.1931 «Об издательской работе по докладу ОГИЗ'а», которым предписывалось выделить Гостехиздат и Масспартгиз из ОГИЗ.
07.01.1931 ликвидирован Комитет по делам печати при Наркомате внешней и внутренней торговли СССР, который работал с 1925 г.
Приказом ОГИЗа от 26.04.1936 создан «Трест по строительству предприятий полиграфической промышленности «Полиграфстрой». Решением СНК РСФСР от 25.01.1938 этот трест был ликвидирован, функции по строительству остались в отделе капитального строительства ОГИЗа.
Постановление СНК РСФСР от 20.06.1937 № 637 «Об увеличении норм выработки и фонда заработной платы для предприятий ОГИЗа».
Решением СНК РСФСР от 21.06.1939 в ОГИЗ вошел «Трест шрифтолитейных и красочных заводов «Полиграф», созданный в 1922 г. и подчинявшийся ВСНХ РСФСР.
Постановлением СНК РСФСР от 08.07.1940 к ОГИЗу присоединена «Контора по проектированию предприятий полиграфической промышленности «Полиграфпроект».
Постановлением СНК РСФСР от 24.09.1940 ОГИЗ был выведен из системы Наркомпроса РСФСР и стал подчиняться СНК РСФСР. С 1940 название изменилось на «Объединение государственных издательств (ОГИЗ) при Совнаркоме РСФСР».
23.03.1946 СНК РСФСР был переименован в Совет Министров РСФСР (СМ) — так ОГИЗ попал в ведение СМ РСФСР. В постановлении ЦК ВКП(б) от 05.10.1946 «О работе ОГИЗ РСФСР» было решено преобразовать ОГИЗ при СМ РСФСР в ОГИЗ при СМ СССР. Постановлением СМ СССР от 09.10.1946 № 2283 «О работе ОГИЗа РСФСР» объединение было передано в ведение СМ СССР. С 1946 название изменилось на «Объединение государственных издательств (ОГИЗ) при Совете Министров СССР».
На основании Постановления СМ СССР от 06.02.1949 № 555 «Об образовании при Совете Министров СССР Главного управления по делам полиграфической промышленности, издательств и книжной торговли» ОГИЗ был ликвидирован. Иногда указывается 9 февраля датой этого постановления. Его предприятия и функции перешли к созданному «Главполиграфиздату». Приказом Главполиграфиздата от 23.05.1949 из Управления оптовой книготорговли КОГИЗа было создано Управление оптовой книготорговли «Союзопткниготорг».

## Руководители
- 1930—1932 — председатель[7] правления и заведующий Артемий Багратионович Халатов (с поста руководителя Госиздата)
- 1932—1936 — заведующий Михаил Павлович Томский
- 1937—1947 — директор Павел Фёдорович Юдин

## НИИ
Научно-исследовательские работы в области полиграфической промышленности проводили два научно-исследовательских института.
Для первого 27.11.1930 утверждено «Положение о Научно-исследовательском институте полиграфической и издательской промышленности ОГИЗа». 5.05.1931 создан Научно-исследовательский институт полиграфической и издательской промышленности (НИИПП).
Для второго 18.02.1931 утверждено Положение для Научно-исследовательского института полиграфической и издательской техники ВСНХ СССР. При реорганизации ВСНХ СССР 10.11.1932, его НИИ передан Наркомату лёгкой промышленности СССР, затем при ликвидации этого наркомата 20.08.1934 передан Наркомату местной промышленности РСФСР. 
Решением СНК РСФСР от 28.03.1938 эти два института объединены в один «Научно-исследовательский институт полиграфической и издательской техники наркомата местной промышленности РСФСР» (НИИПИТ) в подчинении Наркомата местной промышленности РСФСР.
Решением СНК РСФСР от 28.04.1939 НИИ (один после объединения) передан в подчинение ОГИЗ. 
НИИ переименован во «Всесоюзный научно-исследовательский институт полиграфической промышленности и техники» (ВНИИППиТ) Постановлением Совета Министров СССР от 6.02.1949. После ОГИЗ НИИ передан в подчинение Главполиграфиздата. Реорганизован во «Всесоюзный научно-исследовательский институт полиграфической промышленности» (ВНИИПП) в апреле 1958 г. Реорганизован во «Всесоюзный научно-исследовательский институт комплексных проблем полиграфии» (ВНИИКПП) Приказом Комитета по печати при СМ СССР от 15.07.1969. С 1972 г. сокращённое название — «ВНИИ полиграфии». С 1960-х у него был Киевский филиал по специальным видам печати ВНИИКПП, ставший затем Украинским научно-исследовательским институтом специальных видов печати (УкрНИИСВП).
При НИИПИТ ОГИЗ были типо-лаборатория и лаборатория шрифта.